# Nokia 3300

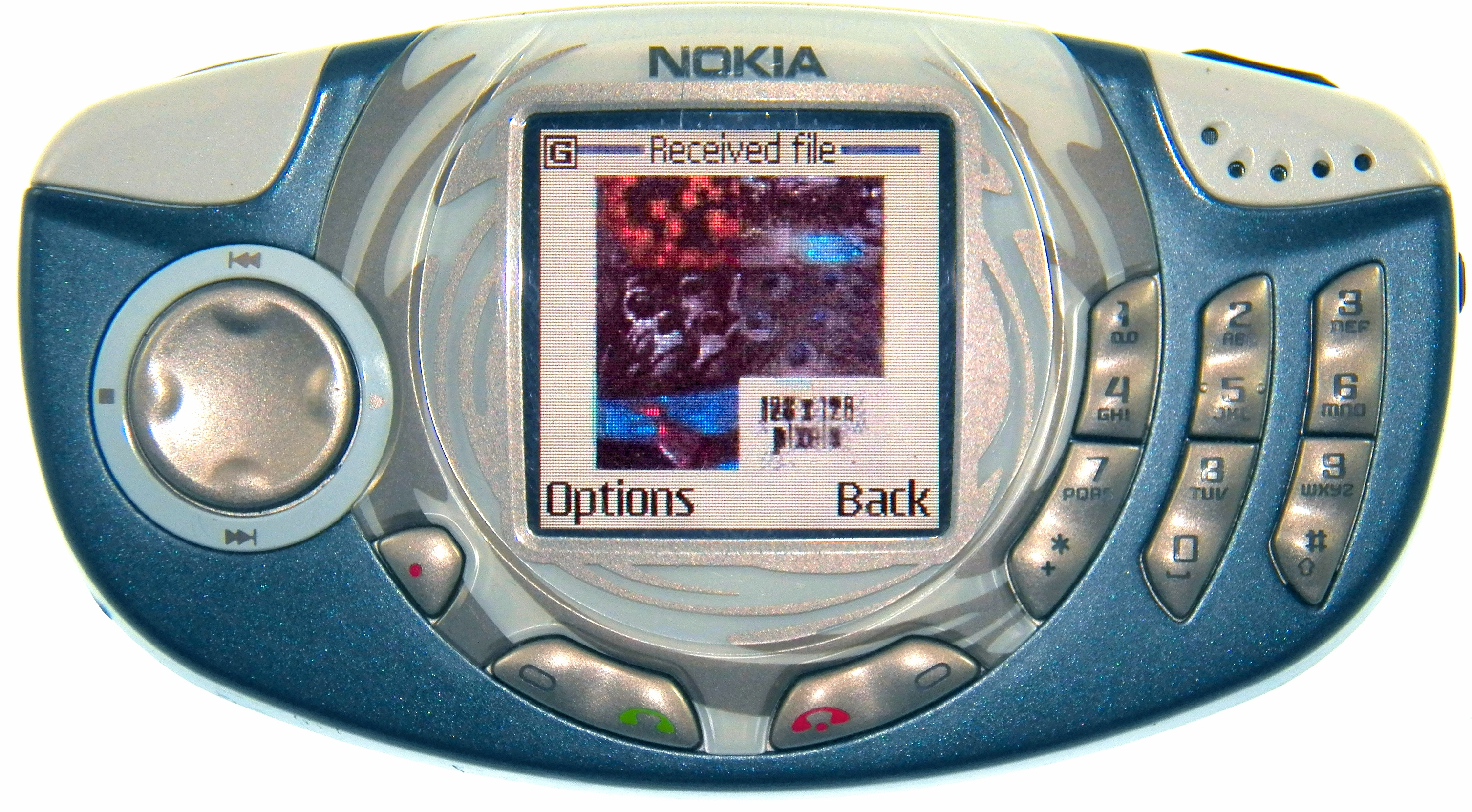
Nokia 3300

Le Nokia 3300 est un téléphone bi-bande créé par Nokia qui est sorti en 2003. Il est un des premiers GSM créés par Nokia qui intègre un lecteur multimédia qui lit les MP3 et AAC, un navigateur XHTML et un slot pour carte MMC. 
Il possède une radio FM qui retient les 20 stations préférées.
Il possède 4 jeux (Snake EX2, Water Rapids, Disco et DJ) mais de nombreux autres peuvent être ajoutés. 